# Andrew Klavan
Pour les articles homonymes, voir Klavan.
Andrew Klavan, né en 1954 à New York aux États-Unis, est un écrivain et un scénariste américain, auteur de roman policier. Il signe certains de ses romans du pseudonyme Keith Peterson.

## Biographie
Il fait ses études supérieures à l'université de Californie à Berkeley. Ancien journaliste, il publie en 1980 son premier roman Face of the Earth. En 1983, avec son frère Laurence Klavan, il publie sous le pseudonyme Margaret Tracy un roman intitulé Mrs. White et est lauréat du prix Edgar-Allan-Poe du meilleur livre de poche original en 1984. Le roman raconte l'histoire d'une femme qui pense que son mari est un tueur en série.
En 1988, il publie À la trappe ! (The Trapdoor), premier roman d'une série consacrée à John Wells, reporter au New York Star. La série est publiée tout d’abord sous le pseudonyme de Keith Peterson, puis est rééditée et poursuivie sous la signature d'Andrew Klavan. C’est sous cette signature que tous les romans de la série sont publiés en français.
Il y aura toujours quelqu'un derrière vous (Don't Say a Word), publié en 1991, est adapté dans un film américain en 2001 par Gary Fleder sous le titre anglais éponyme et sous celui de Pas un mot… en français. Jugé coupable (True Crime), paru en 1995, est adapté par Clint Eastwood pour un film américain ayant le titre éponyme en 1999.
Klavan est marié à Ellen Flanagan et a 2 enfants. Il est né dans une famille juive, mais il devint agnostique après sa Bar mitzvah. Il se convertit ensuite au Christianisme.

## Œuvre

### Romans signés Andrew Klavan

#### SérieJohn Wells
- Dynamite Road (2003)
  - Dynamite Road, L’Archipel (2006), réédition Points thriller no P2038 (2008)
- Shotgun Alley (2004)
  - Shotgun Alley, Éditions du Seuil (2008), réédition Points policier no P2217 (2009)
- Damnation Street (2006)
  - Damnation Street, Éditions du Seuil (2009)

#### SérieHomelander
- The Last Thing I Remember (2009)
- The Long Way Home (2010)
- The Truth of the Matter (2010)
- The Final Hour (2011)

#### TrilogieMindWar
- MindWar (2014)
- Hostage Run (2015)

#### SérieCameron Winter
- When Christmas Comes (2021)
- A Strange Habit of Mine (2022)
- The House of Love and Death (2023)

#### Autres romans
- Face of the Earth (1980)
- Agnes Mallory (1985)
- Darling Clementine (1988)
- Son of Man (1988)
- Don't Say a Word (1991)
  - Il y aura toujours quelqu'un derrière vous, Laffont (1992), réédition collection Terreur no 9097, Pocket (1993), réédition sous le titre Pas un mot… L'Archipel (2002)
- The Animal Hour (1992)
  - L’Heure des fauves, collection Frissons, Plon (1994), réédition Pocket no 9137 (1995)
- Corruption (1993)
- Suicide (1995)
- True Crime (1995)
  - Jugé coupable, collection Suspense et Cie, Lattès (1995), réédition Le Livre de poche no 17014 (1997)
- The Uncanny (1998)
  - L'Ivresse du démon, Suspense et Cie, Lattès (1998), réédition Pocket no 9226 (2001)
- Hunting Down Amanda (1999)
  - Cache-cache avec Amanda, Suspense et Cie, Lattès (2000), réédition sous le titre À la trace, J’ai lu no 6116 (2002)
- Man and Wife (2001)
  - La Dernière Confession, L’Archipel (2005)
- Empire of Lies (2008)
- The Identity Man (2010)
  - Un tout autre homme, Calmann-Lévy (2011)
- Crazy Dangerous (2012)
- If We Survive (2012)
- A Killer in the Wind (2013)
- Nightmare City (2013)
- Werewolf Cop (2015)

### Romans signés Margaret Tracy
- Mrs. White (1983)

### Romans signés Keith Peterson

#### SérieJohn Wells
- The Trapdoor (1989)
  - À la trappe !, L’Archipel (2001) signé Andrew Klavan, réédition Points policier no 1004 (2002)
- There Fell a Shadow (1988)
  - Requiem pour une ombre, L’Archipel (2002) signé Andrew Klavan, réédition Points policier no 1111 (2003)
- The Rain (1988)
  - Scoop toujours !, Série noire no 2212 (1999), réédition sous le titre Tombe la pluie, L’Archipel (2003) signé Andrew Klavan, réédition Points policier no 1115 (2004)
- Rough Justice (1989)
  - Déni de justice,  L'Archipel, 2004 signé Andrew Klavan, réédition Points policier no 1346 (2005)

#### Autre roman
- The Scarred Man (1989)

## Nouvelle signée Andrew Klavan
- A Fear of Dead Things (1994)

## Filmographie

### Adaptations
- 1987 : White of the Eye, film britannique réalisé par Donald Cammell, adaptation de Mrs. White
- 1999 : Jugé coupable (True Crime), film américain réalisé par Clint Eastwood, adaptation du roman éponyme
- 2001 : Pas un mot (Don't Say a Word), film américain réalisé par Gary Fleder, adaptation de Il y aura toujours quelqu'un derrière vous

### Scénarios
- 1990 : Business oblige (A Shock to the System), film américain réalisé par Jan Egleson
- 2008 : One Missed Call, film américain réalisé par Éric Valette
- 2013 : Haunting Melissa (en), film américain réalisé par Neal Edelstein (en)
- 2014 : Dark Hearts, film américain réalisé par Neal Edelstein

## Sources
- Claude Mesplède (dir.), Dictionnaire des littératures policières, vol. 2 : J - Z, Nantes, Joseph K, coll. « Temps noir », 2007, 1086 p. (ISBN 978-2-910-68645-1, OCLC 315873361).